# Renmei
Renmei (kinesiska: 仁美镇, 仁美) är en köping i Kina. Den ligger i provinsen Sichuan, i den sydvästra delen av landet, omkring 98 kilometer sydväst om provinshuvudstaden Chengdu. Antalet invånare är 14 090. Befolkningen består av 7 186 kvinnor och 6 904 män. Barn under 15 år utgör 13,0 %, vuxna 15-64 år 71 %, och äldre över 65 år 15,0 %.
Genomsnittlig årsnederbörd är 1 606 millimeter. Den regnigaste månaden är juli, med i genomsnitt 392 mm nederbörd, och den torraste är januari, med 12 mm nederbörd.